# El Ahuehuete, delstaten Mexiko
El Ahuehuete är en ort i kommunen Ocuilan i delstaten Mexiko i Mexiko. Samhället hade 291 invånare vid folkräkningen år 2020.